# Two Sevens Clash
Two Sevens Clash es el primer álbum de estudio de la banda jamaicana de roots reggae Culture, grabado con el productor Joe Gibbs en su propio estudio de grabación en Kingston en 1976, y publicado en el sello homónimo de Gibbs en 1977. El título del álbum es una referencia a la fecha del 7 de julio de 1977.

## Antecedentes
El cantante Joseph Hill dijo que Two Sevens Clash, el disco más influyente de Culture, se basó en una predicción de Marcus Garvey, quien dijo que habría caos el 7 de julio de 1977, cuando se reunieran los “sietes”. Con su mensaje apocalíptico, la canción creó revuelo en su tierra natal caribeña y muchas empresas y escuelas jamaicanas cerraron por el día.

## Recepción de la crítica
Mike Powell, escribiendo para Pitchfork, le otorgó una calificación de 9.0/10 y comentó: “Two Sevens Clash generalmente suena mucho más fuerte que la mayoría de los discos de su categoría. Los ritmos, aunque no siempre orientados a la danza, son elásticos y rápidos, las armonías son importantes y la producción de Joe Gibbs es brillante”. Jo-Ann Greene de AllMusic añadió que “La música, proporcionada por the Revolutionaries, complementa perfectamente el máximo optimismo de las letras, y es bastante distinto de la mayoría de los álbumes temibles de la época”. Ron Hart de PopMatters escribió: “Two Sevens Clash es verdaderamente un testimonio conmovedor y poderoso de la cultura jamaicana”.

## Lista de canciones
Todas las canciones escritas y compuestas por Culture
Lado uno
1. «Calling Rasta Far I» – 2:30
2. «I'm Alone in the Wilderness» – 3:35
3. «Pirate Days» – 2:52
4. «Two Sevens Clash» – 3:30
5. «I'm Not Ashamed» – 3:59

Lado dos
1. «Get Ready to Ride the Lion to Zion» – 3:27
2. «Black Starliner Must Come» – 2:42
3. «Jah Pretty Face» – 2:39
4. «See Them a Come» – 3:24
5. «Natty Dread Taking Over» – 3:46

## Créditos
Créditos adaptados desde las notas de álbum.
- Joseph Hill – voz principal
- Albert Walker – armonía vocal
- Kenneth Dayes – armonía vocal
- Lloyd Parks – guitarra bajo
- Sly Dunbar – batería
- Lennox Gordon – guitarra
- Robbie Shakespeare – guitarra
- Eric “Bingy Bunny” Lamont – guitarra
- Franklyn “Bubbler” Waul – teclado
- Errol “Tarzan” Nelson – teclado
- Harold Butler – teclado
- Uziah “Sticky” Thompson – percusión
- Herman Marquis – saxofón alto
- Vin Gordon – trombón
- Tommy McCook – saxofón tenor
- Bobby Ellis – trompeta
- Errol "ET" Thompson, Joe Gibbs - arreglista, mezclas